# Distretto di Cheringoma
Il distretto di Cheringoma è un distretto del Mozambico, facente parte della Provincia di Sofala.

## Suddivisioni amministrative
Il distretto è suddiviso in due sottodistretti amministrativi (posti amministrativi):
- Inhaminga
- Inhamitanga